# Nuoto ai Giochi della VIII Olimpiade - 400 metri stile libero maschili
La gara dei 400 metri stile libero maschili dei Giochi di Parigi 1924 si svolse in tre turni dal 16 al 18 luglio, con la partecipazione di 23 atleti di 13 differenti nazionalità.
Lo statunitense Johnny Weissmuller vinse la medaglia d'oro davanti all'allora primatista mondiale, lo svedese Arne Borg, e all'australiano Boy Charlton, vincitore, tre giorni prima, del titolo sui 1500 metri.

## Primo turno
- Batteria 1

| Pos. | Atleta            | Nazione       | Tempo  | Note |
| ---- | ----------------- | ------------- | ------ | ---- |
| 1    | Ralph Breyer      | Stati Uniti   | 5'22"4 | Q,   |
| 2    | Jack Hatfield     | Gran Bretagna | 5'32"6 | Q    |
| 3    | Atilije Venturini | Jugoslavia    | 6'28"0 |      |
| -    | Moss Christie     | Australia     | -      | DSQ  |

- Batteria 2

| Pos. | Atleta                 | Nazione        | Tempo  | Note |
| ---- | ---------------------- | -------------- | ------ | ---- |
| 1    | Åke Borg               | Svezia         | 5'28"2 | Q    |
| 2    | Václav Antoš           | Cecoslovacchia | 5'34"8 | Q    |
| 3    | Dionysios Vasilopoulos | Grecia         | 6'21"4 |      |
| 4    | Đura Sentđerđi         | Jugoslavia     | 6'41"4 |      |

- Batteria 3

| Pos. | Atleta             | Nazione       | Tempo  | Note |
| ---- | ------------------ | ------------- | ------ | ---- |
| 1    | Johnny Weissmuller | Stati Uniti   | 5'22"2 | Q,   |
| 2    | Boy Charlton       | Australia     | 5'30"2 | Q    |
| 3    | Percy Peter        | Gran Bretagna | 5'38"6 |      |
| 4    | Salvator Pellegry  | Francia       | 5'56"2 |      |
| 5    | Sjaak Köhler       | Paesi Bassi   | 6'20"4 |      |

- Batteria 4

| Pos. | Atleta            | Nazione        | Tempo  | Note |
| ---- | ----------------- | -------------- | ------ | ---- |
| 1    | Arne Borg         | Svezia         | 5'31"8 | Q    |
| 2    | Frank Beaurepaire | Australia      | 5'38"0 | Q    |
| 3    | Kazuo Noda        | Giappone       | 5'43"8 |      |
| 4    | Alberto Zorrilla  | Argentina      | 5'49"4 |      |
| 5    | Stanislav Bičák   | Cecoslovacchia | 5'52"4 |      |

- Batteria 5

| Pos. | Atleta              | Nazione       | Tempo  | Note |
| ---- | ------------------- | ------------- | ------ | ---- |
| 1    | Lester Smith        | Stati Uniti   | 5'32"4 | Q    |
| 2    | Harold Annison      | Gran Bretagna | 5'32"6 | Q    |
| 3    | George Vernot       | Canada        | 5'32"2 | Q    |
| 4    | Édouard van Zeveren | Francia       | 5'59"8 |      |
| 5    | Pedro Méndez        | Spagna        | 6'26"6 |      |

## Semifinali
- Batteria 1

| Pos. | Atleta             | Nazione        | Tempo  | Note |
| ---- | ------------------ | -------------- | ------ | ---- |
| 1    | Johnny Weissmuller | Stati Uniti    | 5'13"6 | Q,   |
| 2    | Boy Charlton       | Australia      | 5'32"6 | Q    |
| 3    | Lester Smith       | Stati Uniti    | 5'37"6 |      |
| 4    | George Vernot      | Canada         | 5'38"0 |      |
| 5    | Václav Antoš       | Cecoslovacchia | 5'53"2 |      |
| -    | Ralph Breyer       | Stati Uniti    | -      | DNS  |

- Batteria 2

| Pos. | Atleta            | Nazione       | Tempo  | Note |
| ---- | ----------------- | ------------- | ------ | ---- |
| 1    | Arne Borg         | Svezia        | 5'21"4 | Q    |
| 2    | Åke Borg          | Svezia        | 5'25"0 | Q    |
| 3    | Jack Hatfield     | Gran Bretagna | 5'30"4 | Q    |
| 4    | Harold Annison    | Gran Bretagna | 5'39"4 |      |
| -    | Frank Beaurepaire | Australia     | -      | DNS  |

## Finale
| Pos.    | Atleta             | Nazione       | Tempo  | Note            |
| ------- | ------------------ | ------------- | ------ | --------------- |
| Oro     | Johnny Weissmuller | Stati Uniti   | 5'04"2 | Record olimpico |
| Argento | Arne Borg          | Svezia        | 5'05"6 |                 |
| Bronzo  | Boy Charlton       | Australia     | 5'06"6 |                 |
| 4       | Åke Borg           | Svezia        | 5'26"0 |                 |
| 5       | Jack Hatfield      | Gran Bretagna | 5'32"0 |                 |